# ورم قطني

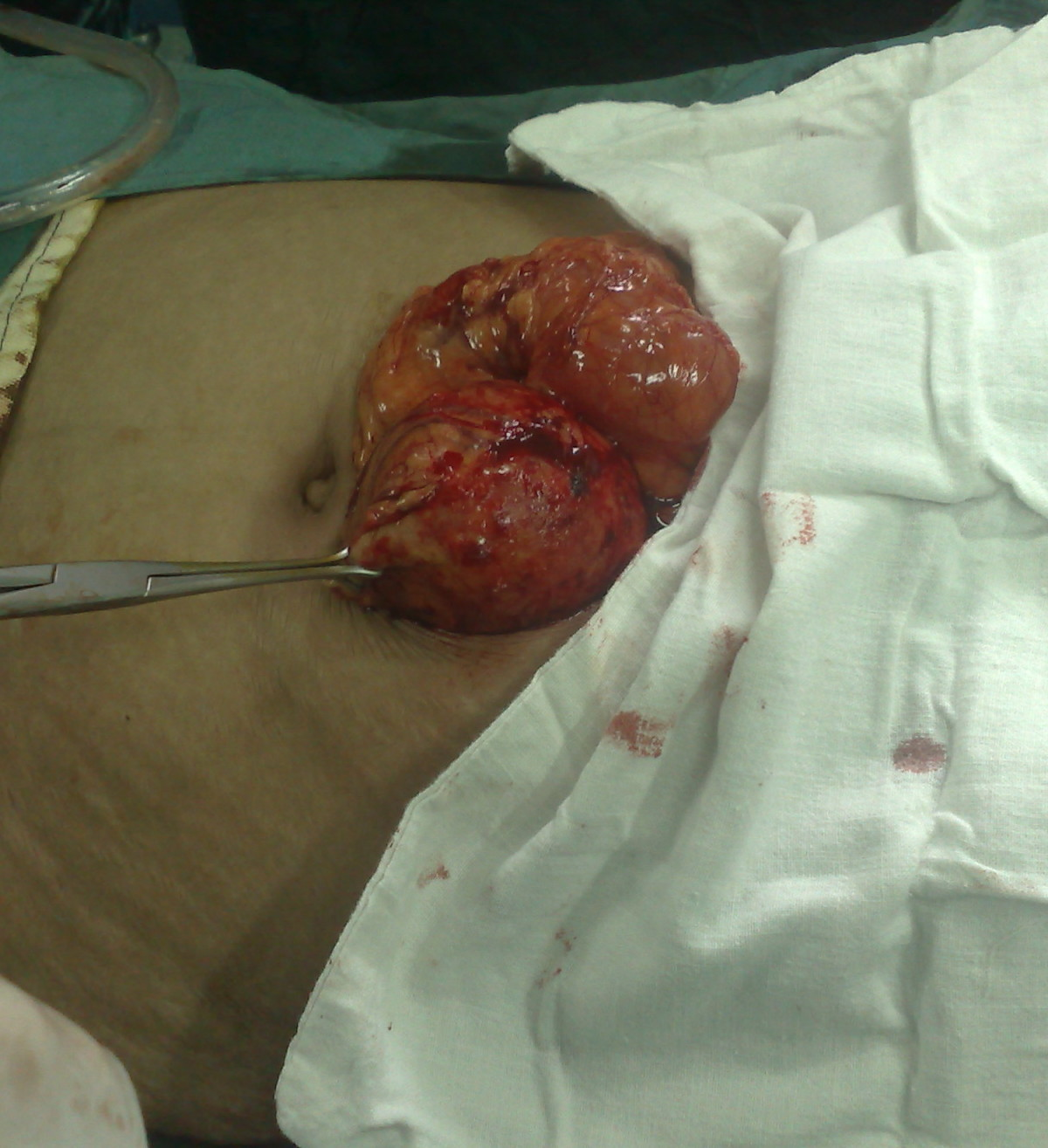
شق صغير للبطن كشف ورمًا قطنيًا (ممسوكًا بالملقاط).

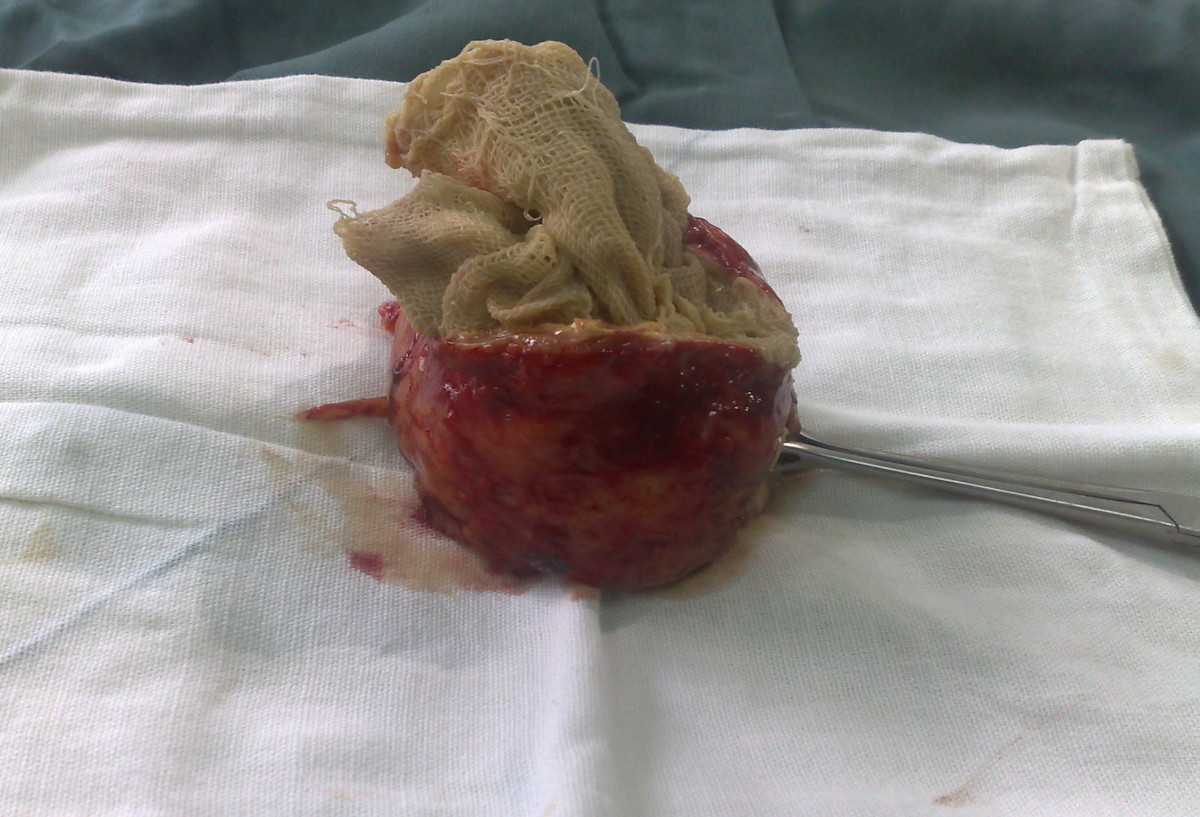
عينة جراحية (ورم قطني).

الورم القطني (Gossypiboma) أو textiloma هو المصطلح التقني للمضاعفات الجراحية الناجمة عن المواد الغريبة، مثل الإسفنج الجراحي، التي تُترك من غير قصد داخل جسم المريض. والمصطلح الإنجليزي "gossypiboma" مشتق من اللاتينية gossypium («القطن الطبي، القطن») واللاحقة oma، التي تعني ورم أو نمو، ويصف كتلة داخل جسم المريض تتألف من مصفوفة قطن محاطة بـورم حبيبي لجسم غريب. والمصطلح الإنجليزي "Textiloma" مشتق من textile (عادة ما يصنع الإسفنج الجراحي من القماش)، ويُستخدم هذا المصطلح بدلاً من gossypiboma نتيجة الاستخدام المتزايد للمواد الاصطناعية التي تحل محل القطن.

## الحدوث والأعراض السريرية
من الصعب تحديد حدوث الورم القطني، وربما يرجع ذلك إلى عدم الرغبة في الإبلاغ عن الحالات التي تنشأ خوفًا من التداعيات القانونية، غير أن التقارير تشير إلى أن حالة ترك الإسفنج الجراحي داخل الجسم تحدث مرة واحدة في كل من 3000 إلى 5000 عملية جراحية في البطن وفي كثير من الأحيان يتم اكتشافها في البطن. وتشير التقارير إلى أن معدل ترك الأجسام الغريبة داخل الجسم عقب الجراحة يتراوح من 0.01% إلى 0.001%، والذي تشكل حالات الإصابة بالورق القطني 80% منه.
ويمكن أن يتواجد الورم القطني في كثير من الأحيان، سريريًا أو شعاعيًا، في شكل مماثل لـلأورام والخُراج، مع مضاعفات وأعراض متغيرة على نطاق واسع؛ الأمر الذي يجعل التشخيص صعبًا ويسبب مراضة كبيرة لدى المريض. وهناك نوعان رئيسان من رد الفعل يحدثان في الاستجابة للأجسام الغريبة التي تُترك في الجسم بعد العمليات الجراحية. وفي النوع الأول، قد يتشكل الخُراج مع أو بدون عدوى بكتيرية ثانوية. ورد الفعل الثاني هو الاستجابة الفبرينية غير الملوثة، التي تؤدي إلى التصاقات الأنسجة والتمحفظ وفي نهاية المطاف الورم الحبيبي للجسم الغريب. وقد لا تدوم الأعراض لفترات طويلة، وفي بعض الأحيان تستمر شهورًا أو سنوات بعد العملية الجراحية.

## الوقاية
للوقاية من الورم القطني، يتم عد الإسفنج يدويًا قبل العملية الجراحية وبعدها. وقد تم تقنين هذه الطريقة في المبادئ التوجيهية الموصى بها في سبعينيات القرن الماضي من قِبل رابطة الممرضين المسجلين للعمليات الجراحية (AORN). يُوصى بإجراء أربعة أنواع من العد المنفصل: الأولى عند إخراج الأدوات والإسفنج من أغلفتها وإعدادها للعملية الجراحية والثاني قبل البدء في العملية الجراحية والثالث عند اقتراب الخياطة وعد نهائي أثناء خياطة الجلد. وهناك مبادئ توجيهية أخرى صادرة عن كلية الجراحين الأمريكيين واللجنة المختلطة.
وفي معظم البلدان، يحتوي الإسفنج الجراحي على مواد ظليلة للأشعة التي يمكن تحديدها بسهولة في صور تصويرية شعاعية والتصوير المقطعي المحوسب، مما يسهل الكشف عنها. وفي الولايات المتحدة الأمريكية، تم تقديم الخيط الظليل للأشعة المشبع في الشاش الجراحي لأول مرة في عام 1929م وكان يُستخدم بشكل عام بحلول 1940م. وبعض الجراحين يوصون باستخدام التصوير بالأشعة السينية بعد العملية الجراحية لتقليل احتمالية إدراج جسم غريب.

## وصلات خارجية
- Case description and discussion
- Ohio University, Data Matrix Integrity Test